# ブラヴォー
ブラヴォー、または、ブラボー（伊: bravo、イタリア語発音: [ˈbravo]ブラーヴォ）は、観客・聴衆などが賞賛の意を込めて発する感嘆詞である。日本社会では日常生活の中で使用される機会はまれで、おもに文化的な場所や機会、特にクラシック音楽の演奏会やオペラ上演の際に用いられる。

## 語義とその変化
イタリア語における "bravo" は、古典ギリシア語由来のラテン語 “barbarus" （野蛮な）とラテン語 “pravus” （悪い・ゆがんだ）の混交を語源とし、もとは「野蛮な」「狂暴な」といった意味の形容詞である。フランス語の “brave”（［名詞後置］勇敢な・［名詞前置］善良な）と同源であるが、このフランス語の影響を受けて16世紀以降「勇敢な」「有能な」といった意味に変化し、次第に「良い」、「素晴らしい」、「偉大な」、「優秀な」、「賢い」といった幅広い語義を持つようになった。
転じて、「よくやった」、「素晴らしい」といった意味の感嘆詞ともなり、特に劇場などで聴衆が演者にかける喝采として用いられる。この語法がフランス語に輸入され、更に英語（18世紀半ば頃）、日本語などに広がっていった。
フランス語では「喝采」、「歓呼」などの意の名詞としても定着している。

## 語形変化
イタリア語における -o で終わる形容詞の性数変化に基づく bravo の変化を、表に示す。
| 人称   | 単数        | 複数        | 複数            |
| ------ | ----------- | ----------- | --------------- |
| 男性形 | 単数 Bravo! | 複数 Bravi! | 男女混合 Bravi! |
| 女性形 | 単数 Brava! | 複数 Brave! | 男女混合 Bravi! |

男女混合の複数が対象の場合には、男性形複数を使用する原則が適用され、bravi となる。brave が使用されるのは女性だけの複数の場合に限られるので、使用頻度は最も低い。
フランス語・ドイツ語・英語・日本語などで外来語として用いる場合には、一般にはどのようなときでも bravo のままの形で使用される。ただし、特にクラシック音楽やオペラなどの場においては、声をかける対象によってイタリア語の性数による語形変化を厳密に使い分けることもある。日本では、bravo をイタリア語の語形変化に従わずに使用することに対して、批判的な人も一部にいる。しかし、ドイツ語圏・英語圏・フランス語圏などの歌劇場やコンサートでは女性に対しても "Bravo!" とかかることが多く、それは各種の映像や音声記録などでも認められる。

### Bravissimo（ブラヴィッシモ）
"Bravo!" の強調形として、形容詞 "bravo" の最上級形である "bravissimo" が用いられることがある。なお、性・数による語末の変化は "bravo" と同じである。

## ブラヴォーのマナー
クラシック音楽の演奏会やオペラの上演において、その内容に対して賞賛や侮蔑の意を表することは本来は聴衆の自由だが、ポピュラー音楽にくらべて様々なマナーを重んじる傾向がある。
演奏が完全に終わっていないうちに叫ばれる「ブラヴォー」は俗に「フライングブラヴォー」と呼ばれる。
また、曲によってはいかに素晴らしい演奏でも「ブラヴォー」を避けるのが望ましいと考えられている場合もある。例えば『レクイエム』は本来死者を悼むためのミサ曲であるため、曲の性格上「ブラヴォー」の声をかけることは自重される傾向にある。
また、現代においては交響曲や室内楽曲など多楽章制の音楽作品では、途中の楽章間では拍手やブラヴォーの声掛けはせず、全曲が終了してから行うのがマナーとされており、指揮者が聴衆に対して直接注意を与えた例もあった（ただし19世紀以前は楽章間で拍手が起こることは珍しくなかった）。
オペラにおいては、19世紀前半までの番号オペラでは、アリアの歌い終わりは曲間であるが、拍手やブラヴォーが起きるのが一般的である。
番号オペラを廃したワーグナー以降のドイツ・オペラなどでは、作曲家の意図を表現するために一幕すべてを途切れることなく上演することが一般的であり、こうした作品の公演では主催者側が途中で拍手や「ブラヴォー」を入れてはいけないことを観客にあらかじめ知らせることもある。
一方でイタリア・オペラにおいては、番号オペラが廃れた以降のプッチーニなどの作品でも、アリアの歌い終わりでオーケストラが演奏中であっても「ブラーヴォ」の歓声や拍手が起きることがしばしばあり、これは必ずしもマナー違反とは看做されない。